# Pseudomys gracilicaudatus
Il topo australiano castano orientale (Pseudomys gracilicaudatus  Gould, 1845) è un roditore della famiglia dei Muridi endemico dell'Australia

## Descrizione
Roditore di piccole dimensioni, con la lunghezza della testa e del corpo tra 100 e 145 mm, la lunghezza della coda tra 85 e 120 mm, la lunghezza del piede tra 25 e 29 mm, la lunghezza delle orecchie tra 15 e 18 mm e un peso fino a 115 g.

La pelliccia è densa e spinosa. Il corpo è compatto. Le parti superiori sono grigio-brunastre scure. Le parti ventrali sono giallastre, con la base dei peli grigia. Le mani e i piedi sono bianco-grigiastri. La coda è più corta della testa e del corpo, scura sopra, più chiara sotto. Sono presenti 14 anelli di scaglie per centimetro. Il cariotipo è 2n=48 FN=60.

## Biologia

### Comportamento
È una specie prevalentemente notturna. 

### Alimentazione
Si nutre di semi, funghi, steli d'erba e artropodi.

### Riproduzione
La stagione riproduttiva va da settembre a marzo. Le femmine danno alla luce fino a 1-5 piccoli fino a tre volte l'anno dopo una gestazione di circa 27 giorni.

## Distribuzione e habitat
Questa specie è diffusa nell'Australia orientale.
Vive in savane alberate e foreste di eucalipto spesso con sottobsco erboso, brughiere umide e zone paludose.

## Tassonomia
Sono state riconosciute 2 specie:
- P.g.gracilicaudatus: Nuovo Galles del Sud settentrionale;
- P.g.ultra (Troughton, 1939): coste orientali del Queensland.

Una popolazione isolata è presente nella Baia di Jervis.

## Conservazione
La IUCN Red List, considerato il vasto areale e la popolazione numerosa, classifica P.gracilicaudatus come specie a rischio minimo (Least Concern).